# 가브리엘레 외팅겐
가브리엘레 외팅겐(독일어: Gabriele Oettingen, 1953년 7월 22일 독일 뮌헨 ~ )은 미국의 심리학 교수로 뉴욕 대학교 및 함부르크 대학교 교수로 근무하고 있다. 그의 연구는 사람이 미래에 대한 생각, 인식, 정서, 행동에 초점을 맞추고 있다.